# Athens (Luisiana)
Athens é uma vila localizada no estado americano de Luisiana, na Paróquia de Claiborne.

## Demografia
Segundo o censo americano de 2000, a sua população era de 262 habitantes. 
Em 2006, foi estimada uma população de 252, um decréscimo de 10 (-3.8%).

## Geografia
De acordo com o United States Census Bureau tem uma área de 
5,7 km², dos quais 5,7 km² cobertos por terra e 0,0 km² cobertos por água. Athens localiza-se a aproximadamente 92 m acima do nível do mar.

## Localidades na vizinhança
O diagrama seguinte representa as localidades num raio de 24 km ao redor de Athens. 
</div